# نغازة الصغري (ويس)
نغازة الصغری (بالفارسية: نگازه کوچک) هي منطقة سكنية تقع في إيران في قسم ويس الريفي. يقدر عدد سكانها بـ 308 نسمة حسب إحصاء سكان لعام 2006.